# Francisque Poulbot
Francisque Poulbot, né à Saint-Denis le 6 février 1879 et mort à Paris le 16 septembre 1946, est un affichiste, goguettier, dessinateur et illustrateur français.

## Biographie
Né dans une famille d'enseignants — ses parents sont instituteurs —, Francisque Louis Gustave Poulbot est l'aîné de six enfants. Doué pour le dessin, il n'ose cependant pas se présenter à l'École des beaux-arts. À partir de 1900, ses dessins commencent à être publiés dans la presse. Il s'installe à Montmartre et épouse, en février 1914, Léona Ondernard, avant de partir pour le front ; il est réformé l'année suivante. Durant la Grande Guerre, il signe des affiches et des cartes postales patriotiques, ce qui lui vaudra, pendant la Seconde Guerre mondiale, sous l'occupation allemande, d'être assigné à résidence. Il illustre pourtant six cartes postales destinées aux fils et filles de légionnaires Référence souhaitée.
Très attaché à la vie montmartroise, Poulbot s'associe, en 1920-1921, à la création de la « République de Montmartre » avec ses amis Adolphe Willette, Jean-Louis Forain, Raoul Guérin et Maurice Neumont. Il est à leur côté membre de la goguette du Cornet. En 1923, pour venir en aide aux enfants nécessiteux de Montmartre, il ouvre Les P'tits Poulbots, un dispensaire rue Lepic, transformé en association loi de 1901 en 1939 et qui existe toujours.
Francisque Poulbot meurt dans sa maison au 13, avenue Junot à Montmartre le 16 septembre 1946. Il est inhumé au cimetière de Montmartre (9e division).

### Famille
Francisque Poulbot épouse Léona Ondernard (1881-1958) en février 1914. Le couple reste sans enfant.
Lorsque la nièce de Francisque Poulbot, Paulette dite « Zozo » (1912-1985), fille de son frère Paul, perd sa mère alors qu'elle n'a pas trois ans, elle est probablement élevée par lui. Elle est souvent présentée comme sa fille adoptive. Elle épousera le dessinateur Jean Cheval, fils d'Adrien Cheval, un de ses amis (il y a par ailleurs eu des séries de cartes postales de Poulbot et de Cheval).

### Les «poulbots»
Le néologisme « poulbot » a été créé en référence à ses nombreuses illustrations représentant des titis parisiens : les gamins des rues. Une illustration de Gavroche, le célèbre personnage du roman Les Misérables de Victor Hugo, en est le parfait exemple. Il est également à l'origine du couple de poupées fétiches de la Première Guerre mondiale Nénette et Rintintin[réf. nécessaire].
Le hall d'entrée du 43 bis, rue Damrémont à Paris est orné d'un ensemble de faïences murales dessinées par Poulbot sur le thème de la vie des poulbots dans le Montmartre de 1910. Cet ensemble décorait l'accès d'un ancien bain-douches[réf. nécessaire].
Dans les années 1960 à 1980, le terme « poulbots » a désigné les illustrations d'enfants parisiens aux grands yeux (dans la veine de Margaret Keane) peintes par Stanislas Pozar, artiste connu sous le pseudonyme de Michel Thomas (1937-2014)[réf. nécessaire].

## Illustrations
- Jules Renard, Poil de carotte, Paris, Calmann-Lévy, coll. « Nouvelle Collection illustrée », 1907, 104 p. (lire en ligne), sur Gallica.

## Collections publiques
- Genève, Petit Palais : La Blanchisseuse.
- Nanterre, La Contemporaine : série de 308 cartes postales représentant des poulbots durant la Première Guerre mondiale[5].

## Expositions
- La bibliothèque Forney et l'Association des amis de Francisque Poulbot ont organisé du 15 septembre 2007 au 5 janvier 2008 l'exposition « Francisque Poulbot affichiste » à Paris.

Œuvres de Francisque Poulbot
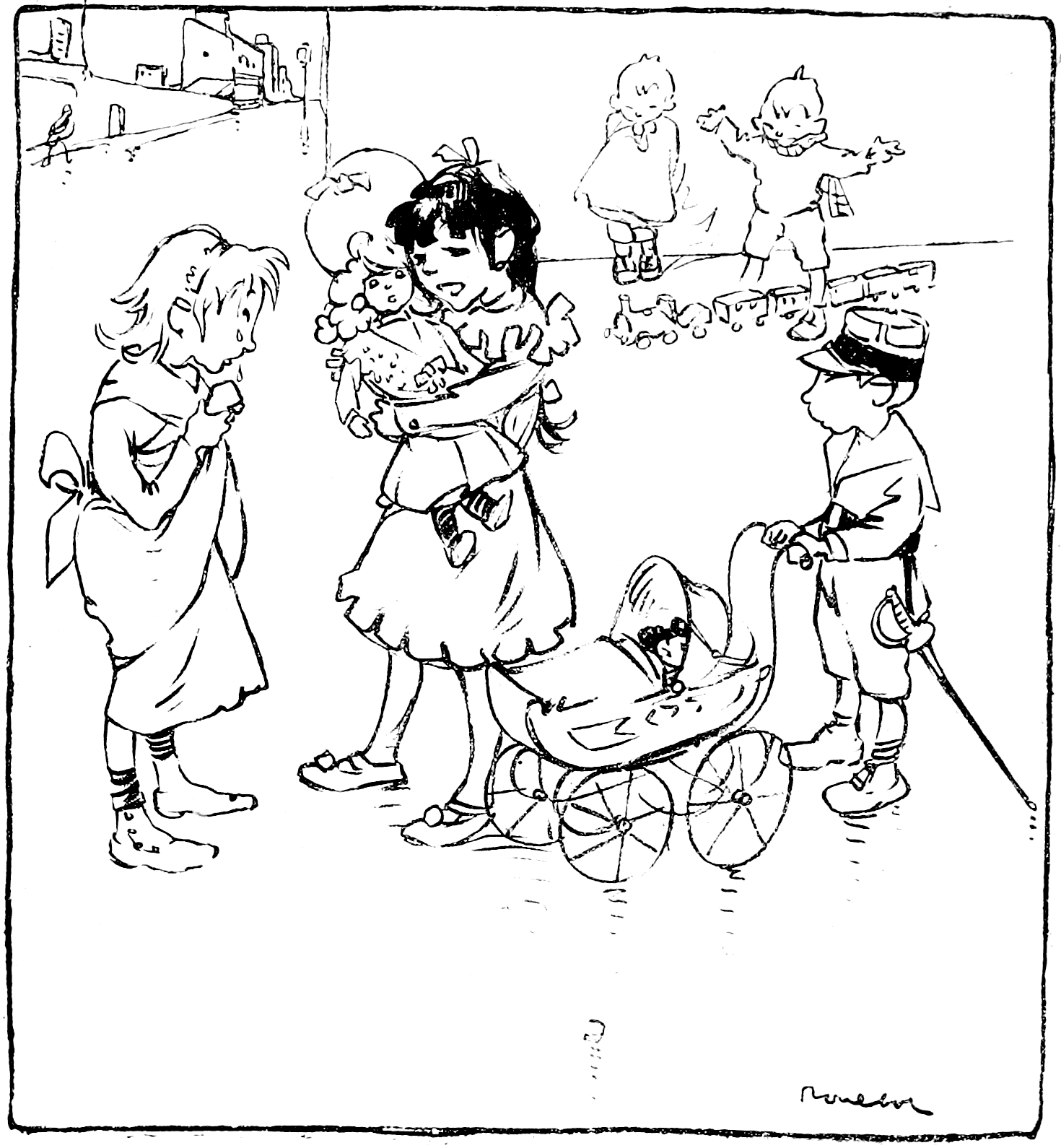
« — T’as rien eu ?… — Si, un petit frère », illustration pour l'album Poulbot - Les Maîtres humoristes (1908).
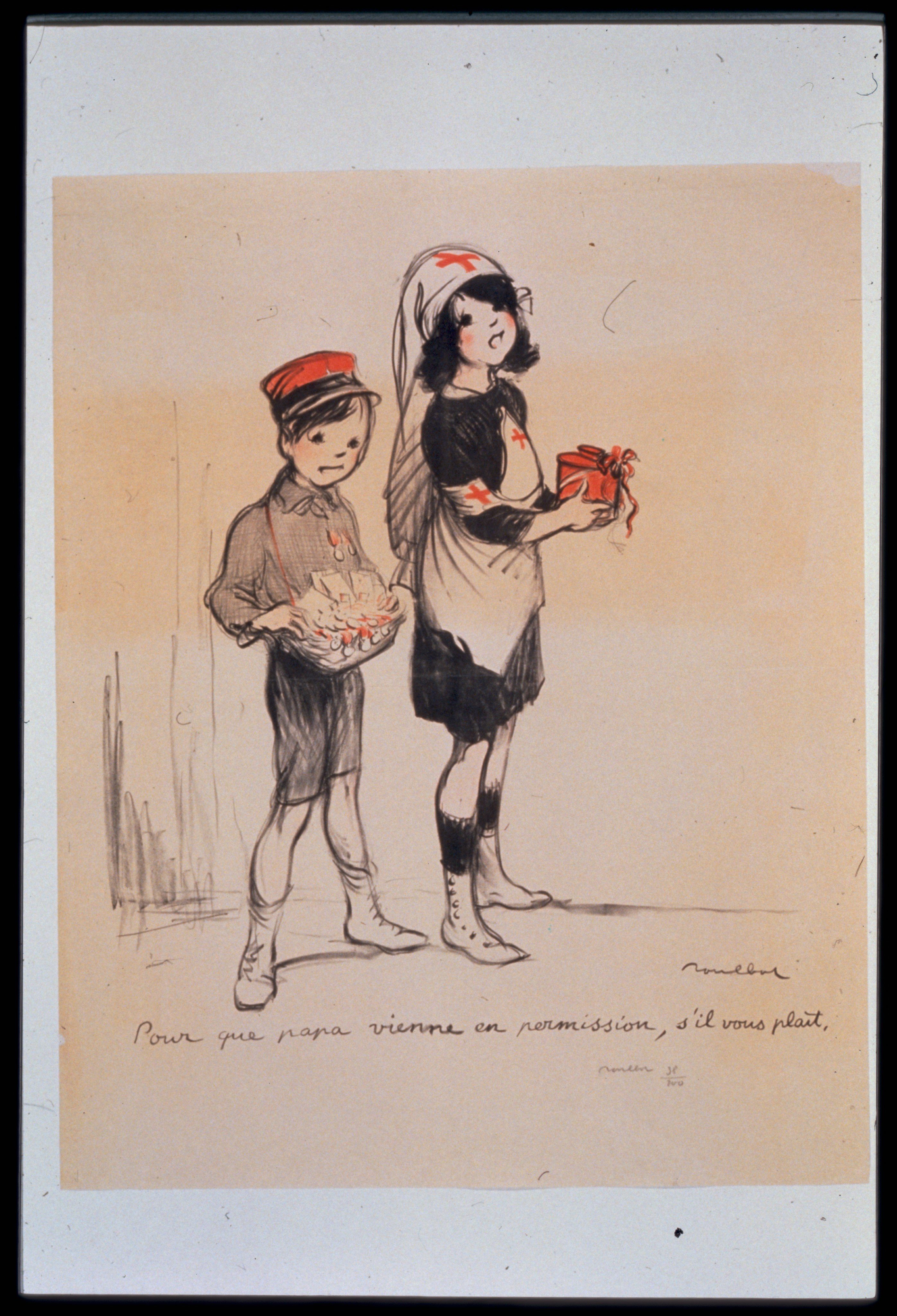
Pour que papa vienne en permission, s'il vous plaît, lithographie (1915).
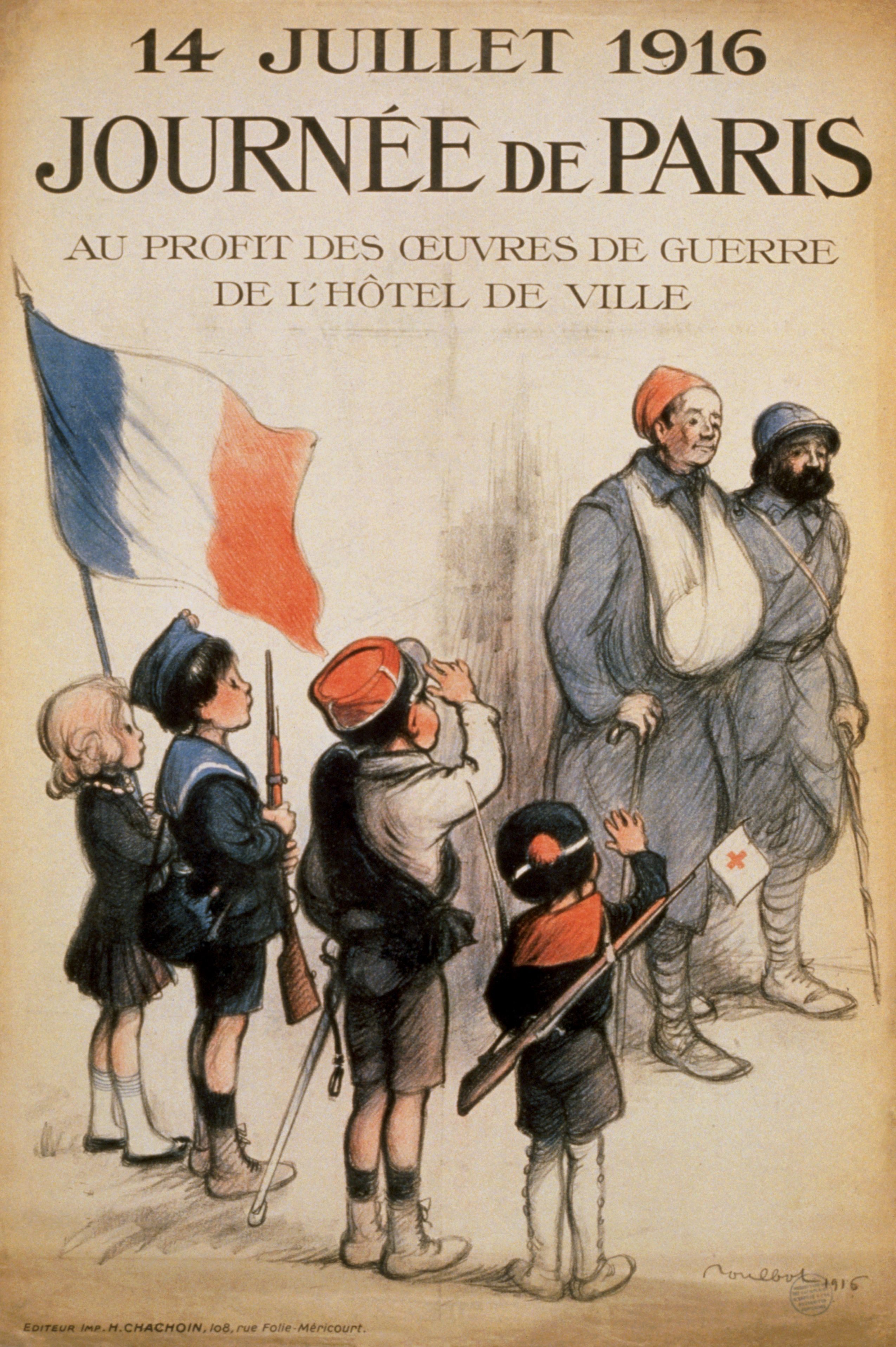
14 juillet 1916. Journée de Paris au profit des œuvres de guerre de l'Hôtel de Ville, affiche (1916).
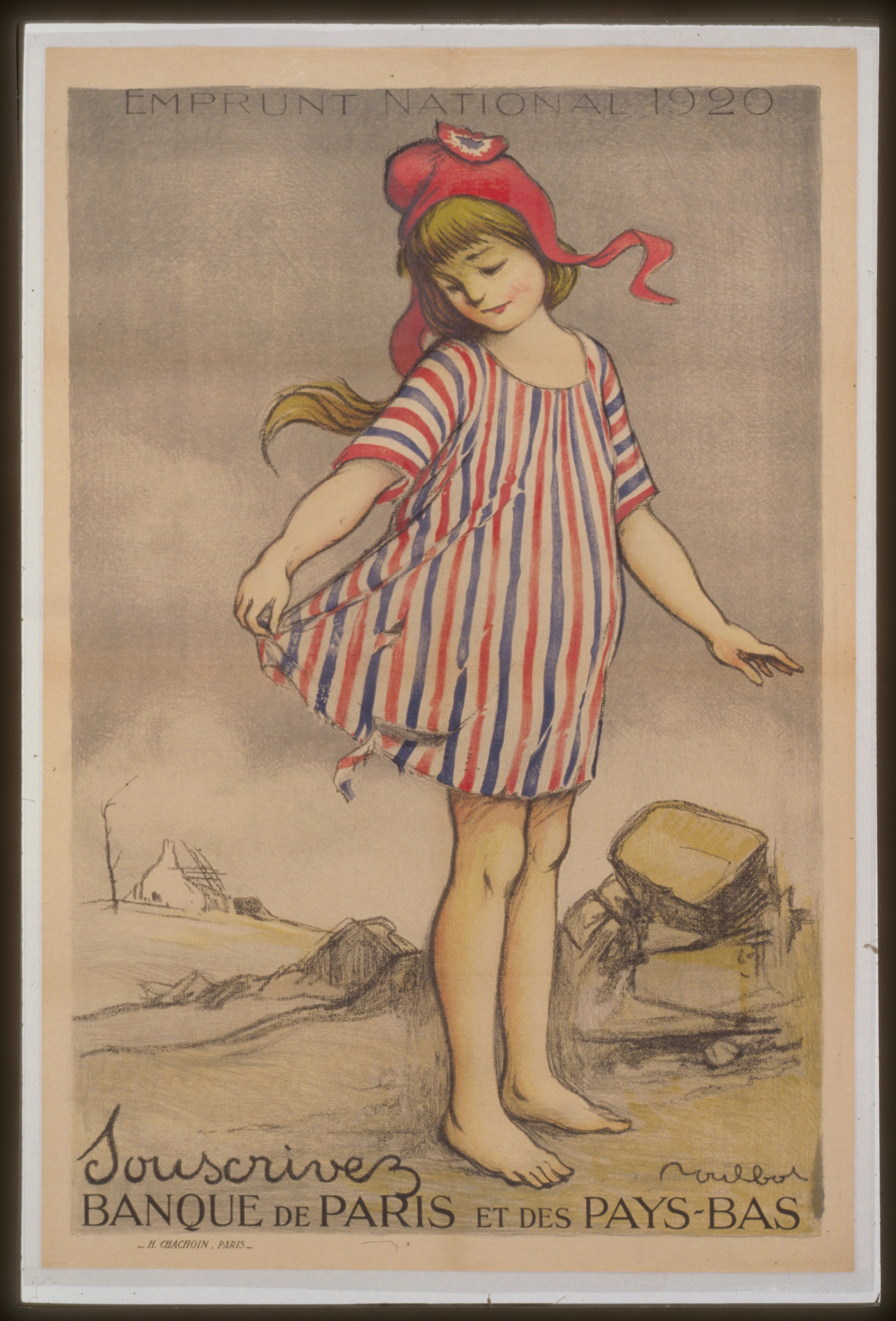
Emprunt national 1920. Souscrivez. Banque de Paris et des Pays-Bas, affiche (1920).
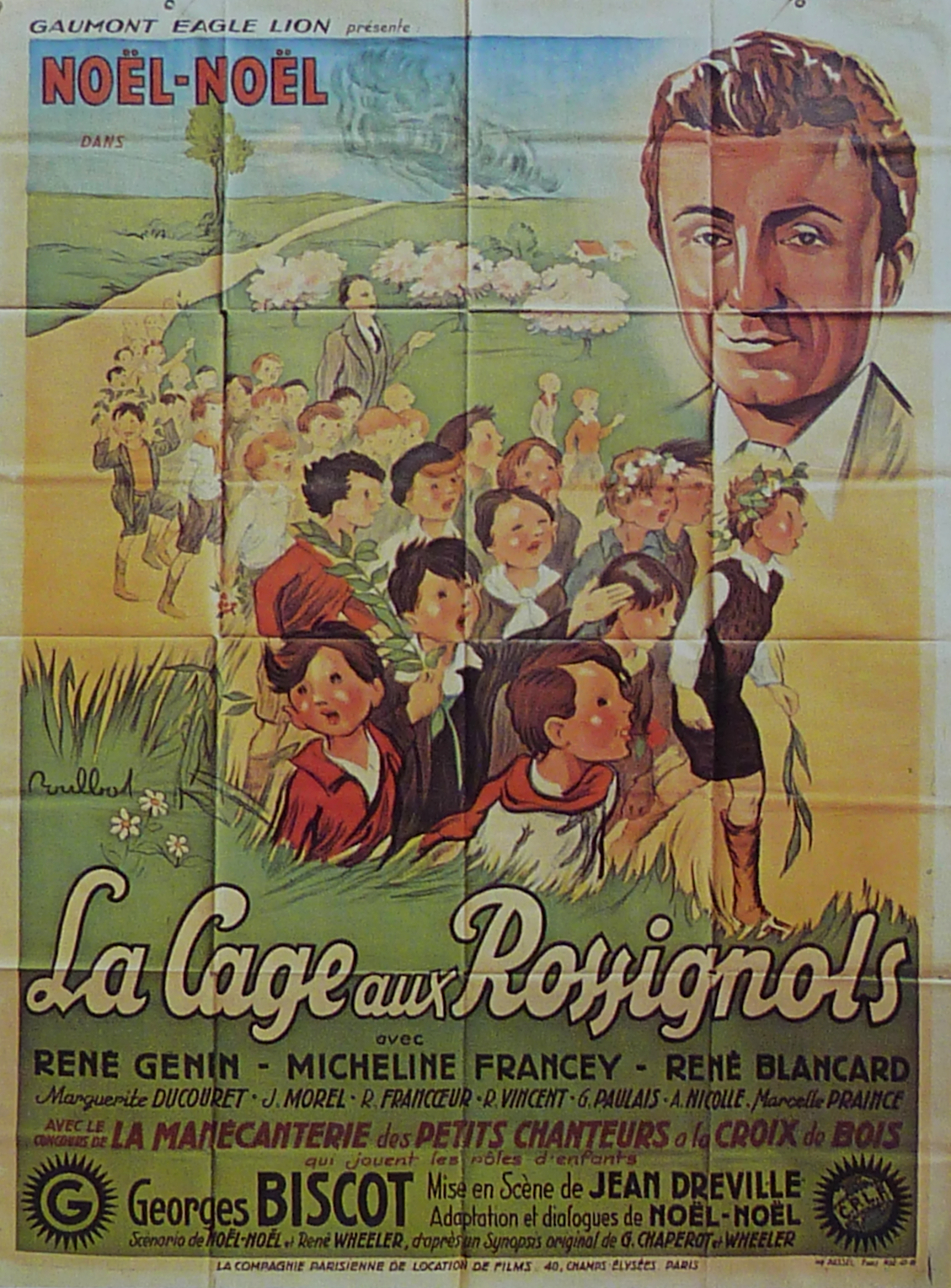
La Cage aux rossignols, affiche (1944).

## Hommages et postérité

### Distinctions
- Officier de la Légion d'honneur (1928). Nommé chevalier en 1920 au titre du ministère des Beaux-Arts[6].

### Odonymie
En 1967, l'impasse Traînée, sur la butte Montmartre à Paris, prend le nom de rue Poulbot.